# Центральный банк Боснии и Герцеговины
Центральный банк Боснии и Герцеговины (босн. и хорв. Centralna banka Bosne i Hercegovine, CBBiH, серб. Централна банка Босне и Херцеговине, ЦББиХ) — центральный банк государства Босния и Герцеговина.

## История
Центральный банк Боснии и Герцеговины основан законом, принятым Скупщиной (парламентом) Боснии и Герцеговины 20 июня 1997 года. Банк начал операции 11 августа того же года.